# I Gunho
I Gunho (hangul: 이근호, handzsa: 李根鎬, RR: Lee Geun-ho; Incshon (Incheon), 1985. április 11.) dél-koreai labdarúgó, az Szangdzsu Szangmu FC és a dél-koreai labdarúgó-válogatott játékosa (most kölcsönben van a Ulszan Hyundai FC-nél). 2012-ben ő kapta meg az Év Ázsiai Labdarúgója díjat.

## Élete és Pályafutása
I Gunho (Lee Keun-ho) 1985. április 11-én született Incshon (Incheon)ban. Pályáját hazája U20-as válogatottjában kezdte 2003-ban, és evvel párhuzamosan tagja volt a dél-koreai U23-as válogatottnak.
A profi klubok közül 2004-2006 között az Incshon United játékosa, 2007-2008 között a Tegu FC játékosa volt. 2007-től a dél-koreai labdarúgó-válogatott tagja. 2009-2010 között a Júbilo Ivatában, 2010-2012 között pedig a Gamba Oszaka csapatában játszott. Ebben az évben érdemelte ki teljesítményéért az Év Ázsiai Labdarúgója kitüntető címet. 2012-től a Szangdzsu Szangmu FC játékosa, emellett kölcsönben van a Ulszan Hyundai FC-nél.

## Pályafutása statisztikái
| #   | Dátum                | Helyszín                       | Ellenfél                | Gólja(i) | Végeredmény | Kiírás                                           |
| --- | -------------------- | ------------------------------ | ----------------------- | -------- | ----------- | ------------------------------------------------ |
| 1.  | 2007. június 29.     | Szogüpho (Seogwipo), Dél-Korea | Irak                    | 3-0      | 3–0         | barátságos mérkőzés                              |
| 2.  | 2008. október 11.    | Szuvon (Suwon), Dél-Korea      | Üzbegisztán             | 2-0      | 3–0         | barátságos mérkőzés                              |
| 3.  | 2008. október 11.    | Szuvon (Suwon), Dél-Korea      | Üzbegisztán             | 3-0      | 3–0         | barátságos mérkőzés                              |
| 4.  | 2008. október 15.    | Szöul, Dél-Korea               | Egyesült Arab Emírségek | 1-0      | 4–1         | 2010-es labdarúgó-világbajnokság-selejtező (AFC) |
| 5.  | 2008. október 15.    | Szöul, Dél-Korea               | Egyesült Arab Emírségek | 3-1      | 4–1         | 2010-es labdarúgó-világbajnokság-selejtező (AFC) |
| 6.  | 2008. november 19.   | Rijád, Szaúd-Arábia, Brazília  | Szaúd-Arábia            | 0–1      | 0–2         | 2010-es labdarúgó-világbajnokság-selejtező (AFC) |
| 7.  | 2009. február 4.     | Dubaj, Egyesült Arab Emírségek | Bahrein                 | 2–3      | 2-2         | barátságos mérkőzés                              |
| 8.  | 2009. március 28.    | Szuvon (Suwon), Dél-Korea      | Irak                    | 2-1      | 2–1         | barátságos mérkőzés                              |
| 9.  | 2011. március 25.    | Szöul, Dél-Korea               | Honduras                | 4-0      | 4-0         | barátságos mérkőzés                              |
| 10. | 2011. november 11.   | Dubaj, Egyesült Arab Emírségek | Egyesült Arab Emírségek | 0–1      | 0-2         | 2014-es labdarúgó-világbajnokság-selejtező (AFC) |
| 11. | 2012. február 29.    | Szöul, Dél-Korea               | Kuvait                  | 2-0      | 2-0         | 2014-es labdarúgó-világbajnokság-selejtező (AFC) |
| 12. | 2012. június 8.      | Doha, Katar                    | Katar                   | 1-0      | 4-1         | 2014-es labdarúgó-világbajnokság-selejtező (AFC) |
| 13. | 2012. június 8.      | Doha, Katar                    | Katar                   | 4-1      | 4-1         | 2014-es labdarúgó-világbajnokság-selejtező (AFC) |
| 14. | 2012. augusztus 15.  | Anjang (Anyang), Dél-Korea     | Zambia                  | 1-0      | 2-1         | barátságos mérkőzés                              |
| 15. | 2011. március 25.    | Anjang (Anyang), Dél-Korea     | Zambia                  | 2-1      | 2-1         | barátságos mérkőzés                              |
| 16. | 2013. március 26.    | Szöul, Dél-Korea               | Katar                   | 1-0      | 2-1         | 2014-es labdarúgó-világbajnokság-selejtező (AFC) |
| 17. | 2013. szeptember 6.  | Incshon (Incheon), Dél-Korea   | Haiti                   | 3-1      | 4-1         | barátságos mérkőzés                              |
| 18. | 2013. szeptember 10. | Csondzsu (Jeonju), Dél-Korea   | Horvátország            | 1-2      | 1-2         | barátságos mérkőzés                              |
| 19. | 2014. június 17.     | Cuiabá, Brazília               | Oroszország             | 1-0      | 1-1         | 2014-es labdarúgó-világbajnokság                 |